# Tyler Burge
Charles Tyler Burge (* 1946) ist ein amerikanischer Philosoph und Professor an der University of California, Los Angeles. 1971 erwarb Burge seinen Doctor of Philosophy an der Princeton University.
Burge hat Beiträge zu verschiedenen philosophischen Themengebieten geliefert, insbesondere zur Erkenntnistheorie und Philosophie des Geistes. Bekannt wurde er durch seine Argumente für den Externalismus (auch „Antiindividualismus“ genannt), dessen These ist, dass der Gehalt eines mentalen Zustandes nicht alleine durch das Gehirn bestimmt ist. Heute gilt Burge als einer der exponiertesten Kritiker der reduktionistischen und physikalistischen Strömungen in der Philosophie des Geistes. Er hat zudem wichtige Beiträge zur Gottlob-Frege-Forschung geleistet. Burge ist Mitglied der American Academy of Arts and Sciences (seit 1993), der British Academy (seit 1999) und der American Philosophical Society (2007). 1998/99 amtierte er als Präsident der American Philosophical Association (Pacific Division).

## Externalismus
Der Externalismus ist in der Philosophie des Geistes die These, dass der Geist nicht alleine durch das Gehirn determiniert ist. Es sei also vorstellbar, dass zwei Personen im gleichen biologischen Zustand sind, aber etwa zwei verschiedene Gedanken haben. Externalisten erklären, dass der konkrete Gehalt eines Gedanken vielmehr auch von der natürlichen wie sozialen Umwelt abhänge.
Die klassische Formulierung dieser Position findet sich in Burges 1979 erschienenem Aufsatz Individualism and the Mental. Burges Gedankengang basiert dabei auf einem Argument Hilary Putnams, der 1975 in The Meaning of Meaning mit einem Gedankenexperiment zu zeigen versuchte, dass Bedeutungen abhängig von der Umwelt sind.
Burge bietet folgendes Gedankenexperiment an: Ein Patient A verspürt Schmerzen im Oberschenkel und geht zum Arzt, mit der Überzeugung Arthritis zu haben. Diese Meinung ist aber falsch, da nur bei Gelenkerkrankungen von Arthritis gesprochen wird. Nun fordert Burge dazu auf, sich im Gedankenexperiment eine Zwillingserde vorzustellen, in der bis auf eine Ausnahme alles mit der aktuellen Welt übereinstimmt. Die Ausnahme ist, dass auf der Zwillingserde auch Entzündungen am Oberschenkel „Arthritis“ genannt werden. Ein Patient B in der Zwillingswelt hätte im Gegensatz zu A eine wahre Meinung, wenn er denkt, Arthritis zu haben. Dies gilt auch dann, wenn er A in seiner physisch-biologischen Struktur komplett gleicht.
Nun argumentiert Burge wie folgt: A und B müssen verschiedene Meinungen haben, da die Meinung von A falsch und von B wahr ist. A und B gleichen sich jedoch komplett in ihrer physisch-biologischen Struktur. Also können zwei Personen sich in ihrer biologisch-physikalischen Struktur gleichen, ohne sich in ihren Meinungen zu gleichen. Meinungen sind Teil des Geistes / des Bewusstseins. Also können sich Personen in ihrem Geistes- oder Bewusstseinszuständen unterscheiden, ohne sich in ihrer biologisch-physikalischen Struktur zu unterscheiden. Also ist der Geist nicht durch die Biologie (oder gar das Gehirn) determiniert. Philosophen sprechen auch davon, dass der Geist nicht über dem Gehirn superveniert.

## Zweifel am Physikalismus
Burge gilt zudem als Skeptiker in Bezug auf physikalistische Theorien des Geistes. Er meint nicht nur, dass der Physikalismus bislang ungelöste Probleme habe, sondern erklärt etwa in dem 1993 erschienenen Aufsatz Mind Body Causation and Explanation auch, dass der gängige Einwand gegen nichtphysikalistische Positionen unplausibel sei. Meistens argumentieren Physikalisten mit dem Phänomen der mentalen Verursachung: Mentale Zustände können physische Wirkungen haben, so kann etwa Angst eine Flucht bewirken. Nun scheint es für die Flucht aber auch eine rein biologische Ursache zu geben. Physikalisten argumentieren nun, dass die biologische Ursache jede mentale Ursache überflüssig machen würde. Als Lösung für dieses Problem bieten sie an, die mentale Ursache auf die biologische Ursache zurückzuführen. Burge hingegen erklärt, dass es kein Problem sei, von einer Pluralität der Ursachen auszugehen. Dies bringt ihn zu folgender Position:
| At any rate, mentalistic explanation and mental causation do not need validation from materialistic metaphysics. It seems to me, that we should be more relaxed about whether or not some form of materialism is true. I think it a thoroughly open - and not very momentous - question whether there is any point in insisting that mental events are, in any clear sense, physical. (Burge, 1993, S. 117) |  | Jedenfalls brauchen mentalistische Erklärungen und mentale Verursachungen keine Bestätigungen durch eine materialistische Metaphysik. Es scheint mir, dass wir der Frage, ob irgendeine Form des Materialismus wahr ist, gelassener gegenüberstehen sollten. Ob es überhaupt sinnvoll ist, darauf zu bestehen, dass mentale Ereignisse im eigentlichen Sinne physisch sind, ist meine ich eine vollkommen offene, aber auch gar nicht sonderlich entscheidende Frage. |

### Primär
- Tyler Burge: 1979. Individualism and the Mental. Midwest Studies in Philosophy 4: 73–121.
- Tyler Burge: 1982. Other Bodies. In Andrew Woodfield (Hg.): Thought and Object.  New York: Oxford.
- Tyler Burge: 1986. Individualism and Psychology. Philosophical Review 45: 3–45.
- Tyler Burge: 1988. Individualism and Self-Knowledge. The Journal of Philosophy 85: 64–663.
- Tyler Burge: 1989. Individuation and Causation in Psychology.  Pacific Philosophical Quarterly 70: 303–322.
- Tyler Burge: 1993. Mind Body Causation and Explanation, in: Heil / Mele (Hg.): Mental Causation. Oxford: Oxford University Press, ISBN 0-19-823564-X
- Tyler Burge: 2003. Replies. In Hahn und Ramberg.
- Tyler Burge: 2005. Truth, Thought and Reason: Essays on Frege. Oxford: Clarendon.
- Tyler Burge: 2007. Foundations of Mind. Oxford: Clarendon.
- Tyler Burge: 2010. Origins of Objectivity. Oxford: Clarendon.

### Sekundär
- Martin Hahn und Bjørn Ramberg (Hg.): 2003. Reflections and Replies: Essays on the Philosophy of Tyler Burge. Cambridge: MIT Press, ISBN 0-262-58222-8.
- Maria J. Frapolli und Esther Romero (Hg.): 2003. Meaning, Basic Self-Knowledge, and Mind: Essays on Tyler Burge. Palo Alto: CSLI Publications, ISBN 1-57586-346-4.